# Павло (Конюшкевич)
Павло Конюшкевич (ім'я при народженні Петро Конюшкевич; 1705, Самбір — 4 листопада 1770, Київ) — Митрополит Тобольський і всього Сибіру РПЦ (безпатріаршої). Канонізований УПЦ КП в лику святителів. Український і російський релігійний діяч, педагог, місіонер у країнах Західного Сибіру, викладач поетики в Києво-Могилянській академії. Похований в Києво-Печерській Лаврі.
Пам'ять святителя Павла (Конюшкевича), митрополита Тобольського вшановується 4 листопада та в Соборі сибірських святих.

## Біографія
Народився 1705 р. в родині міщан, які походили з прикарпатського села Конюшки (нині с. Луки неподалік м. Самбора).
Навчався в Самбірській братській школі, вищу освіту здобув у Києво-Могилянській академії. Він відрізнявся лагідним, але разом з тим твердим характером і був дуже наполегливий у праці. Дуже любив богослужіння і церковний спів.
Чернечий постриг прийняв у Києво-Печерській лаврі в 1733 р. Наступного року був висвячений на ієродиякона. З цього часу розпочав свою викладацьку діяльність у Києво-Могилянській академії (викладав у ній курс поетики в 1738—1740 рр.), а згодом, після повернення до Лаври, став скарбником друкарні.
У 1741 р. його викликали в Москву на посаду проповідника Московської слов'яно-греко-латинської академії (1741—1743 рр.). З 1744 року в сані архімандрита керував Юріївським монастирем у Новгородській єпархії. До 1745 р. з його ініціативи було збудовано приміщення для ризниці, яке збереглося до сьогодні. Збереглася також огорожа східної частини монастиря (1752—1757 рр.).
1758 р. висвячений на митрополита Тобольського і всього Сибіру. Багато сил віддав на утвердження в цих краях російської православної віри. Звернув особливу увагу на Тобольську семінарію, перетворивши її на значний центр освіти і культури Сибіру. Спорудив близько 20 кам'яних та багато дерев'яних церков і відкрив багато парафій. Строгий в управлінні, був щедрим до бідних, сиріт і вдовиць. Було відновлено Богоявленську церкву, яка за місяць до його приїзду в Тобольськ згоріла разом із дерев'яною Захаріївською церквою.
У 1761 році в Тобольську було освячено кам'яну Хресто-воздвиженську церкву. У 1762 році в Тобольському жіночому монастирі побудовано церкву Різдва Богородиці, а при Благовіщенській церкві того ж року завершилося будівництво кам'яної дзвіниці.
При ньому в 1764 р. були відкриті нетлінними мощі святителя Інокентія Іркутського (прославленого в 1805 р., пам'ять його 27 листопада).
У Знаменському монастирі українець Михайло Миткевич 1767 році завершив будівництво кам'яної дзвіниці й кам'яної церкви.
Діяльність єпископа Павла викликала невдоволення з боку місцевих попів. Вони знайшли підтримку в обер-прокурора Синоду І. Меліссіно. Павла за несправедливими звинуваченнями було викликано до Петербургу. Справжньою причиною невдоволення у «верхах» була його послідовна діяльність, спрямована проти втручання світської влади у справи церкви й наміру секуляризувати її землі. Він був, як вважав митрополит Іларіон (Огієнко), «однодумцем митрополита Арсенія (Мацієвича) щодо оборони святої Православної Церкви», а головне — «це був високоосвічений ієрарх, українець, … першорядний проповідник і богослов. Вперто говорив до всіх українською мовою».
2.04.1768 р. прибув до Москви. Не чекаючи розгляду справи, 25.04.1768 р. подав прохання до Синоду звільнити його від митрополичих обов'язків і відпустити, за старістю й хворобами, до Києво-Печерської лаври на спочинок. За наказом імператриці Катерини II від 7 травня прохання його задовольнили, і 29 червня Павло (Конюшкевич) прибув до Києво-Печерської лаври.
Восени 1770 р. склав заповіт, за яким все, що в нього залишилося, він «при добрій пам'яті й з власної волі» вже роздав бідним.
4 листопада (за старим ст.) 1770 року після тривалої хвороби він помер «з усяким християнським порядком», як доповідав синоду архімандрит Лаври. Похований в Успенському соборі Києво-Печерської лаври в приділі св. Стефана.
Після зруйнування у 1941 році лаврського Успенського собору мощі святителя Павла майже 60 років перебували під його руїнами.
Перед будівництвом Успенського собору, фундаменти храму були досліджені археологами під керівництвом Гліба Івакіна. Виявлено численні поховальні комплекси в шиферних саркофагах XV ст., тоді й було знайдено поховання митрополита Тобольського і Сибірського Павла Конюшкевича. Нині мощі спочивають у Дальніх Печерах Києво-Печерської Лаври, поряд із Підземною церквою Благовіщення Пресвятої Богородиці також близько до мощей священномученика Володимира.

## Канонізація

Храм святителя Павла Конюшкевича, верхній — Успіння Пресвятої Богородиці (Самбір)

З 1910 р. почалася підготовка до канонізації, але справа так і не була довершена до кінця. У зв'язку з цим 1912 р. його останки разом з дерев'яною труною було перекладено до нової гробниці — бронзової, визолоченої, з карбованими зображеннями житія св. Павла Тобольського.
У 1914–1918 роках піднімалось питання про канонізацію святителя Павла. Собор РПЦ 1917–1918 років постановив зібрати додаткові відомості про життя подвижника, але цьому перешкодив більшовицький переворот.
У 1984 році, з благословення патріарха московського Пімена, святителя Павла Тобольського було прославлено у Соборі Сибірських святих, а у 2001 році, рішенням Синоду РПЦ, його було причислено до Собору Галицьких святих.
20 березня 1994 року, у свято Неділі Торжества Православ'я, у Самборі було освячено наріжний камінь, який ліг в основу храму на честь святого. Нині цей храм є одним з найкращих храмів Православної Церкви України.
14 травня 1999 р. УПЦ КП канонізувала святителя Павла Конюшкевича, митрополита Тобольського в лику святителя. 
18 квітня 2008 року Синод УПЦ МП ухвалив скерувати матеріали з канонізації митрополита Тобольского Павла для загальноцерковного шанування на розгляд патріарха московського Алексія II. 22 червня того ж року РПЦ також канонізувала святого.

## Чудеса
Після упокоєння святителя біля його гробу відбувалося багато чудес: отримували зцілення хворі, про що свідчать відповідні записи у лаврських хроніках. Часом святитель Павло сам (іноді з іншими подвижниками) з'являвся тим, хто страждав. У 1827 р. тіло святителя виявили нетлінним, хоча минуло понад 150 років по його упокоєнні. Збереглися тогочасні фотографії святих мощей святителя, на яких видно їх чудесне збереження (свят. Павло ніби спить, його обличчя не має жодних слідів тління!). Звідусіль йшли до святителя паломники за зціленням.
У 1827 р. митрополит Київський Євгеній (Болховитинов) звелів принести тіла похованих в склепі архієреїв в новий склеп. У ту ж ніч йому привиділось уві сні, що буря коливає його будинок. Він прокинувся і почув, що хтось твердими, розміреними кроками йде до нього. Двері спальної відчинилися, і до нього увійшов, стукаючи палицею і сяючи світлом, величний і грізний архієрей у повному облаченню. Митрополит встав і хотів поклонитися йому, але не міг: так тремтіли його ноги. Святий сказав йому по-українськи: «Чи ти даси нам спочивати, чи ні? Не даси нам спочивати, не дам тобі і я ніколи спочивати!». І тими ж розміреними кроками він вийшов.
У 1827 році через чудесне явлення у сні митрополиту Київському Євгенію Болховітіному були відкриті останки святителя. Вони виявились нетлінними.
Після звістки про нетління мощей, ним цікавились прості миряни та духовенство. Відомий чернець Парфеній, який описував свої паломництва по святинях Києва, зазначив: «Одного разу у Києво-Печерській великій церкві, у лівому вівтарі, внизу під підлогою, показували нам мощі святителя Павла, митрополита Тобольського і всього Сибіру, який пізніше проводив життя своє у Києво-Печерській лаврі на спокої і там помер. Почиває у раці, немовби спить, увесь цілокупний, і дух від нього приємний. Але у святих донині не шанується, і лише бажаючі служать по ньому панахиди» .
Багато людей які звертались з молитвами до святителя Павла, отримували чудесні зцілення. Є записано 50 випадків, які свідчать про його небесне заступництво та чудодійну силу мощей святителя.
Намісник Києво-Печерської лаври архімандрит Іларіон після прибуття в лавру, на місце свого призначення, стомившись з дороги, заснув і бачить уві сні, ніби з'явилися до нього небіжчик Філофей і святитель Павло Тобольський та, приступивши до ліжка, Філофей сказав: «Намісник присланий на сім років, а потім архієреєм», а святитель Павло сказав:«Ні, він присланий на п'ять років і потім буде архієреєм». Після закінчення п'ятирічного терміну так і сталося. Намісник Іларіон був призначений єпископом Полтавським. Прощаючись зі святителем Павлом, він зворушувався душею і плакав перед труною його та повідомляючи пророцтво святителя Павла, просив: «Не приховуйте цього… Всім розповідайте цю велику на мені подію, пророковану уві сні святителем Павлом».

## Пам’ять
Пам'ять святителя Павла (Конюшкевича), митрополита Тобольського вшановується 4 (17) листопада.